# Salix brachypurpurea
Salix brachypurpurea är en videväxtart som beskrevs av Louis Hyacinthe Boivin. Salix brachypurpurea ingår i släktet viden, och familjen videväxter. Inga underarter finns listade i Catalogue of Life.